# Ignaz Tomaselli
Ignaz Tomaselli (* 1812 in Wien; † 28. Dezember 1862 ebenda) war ein österreichischer Sänger (Bariton) und Schauspieler.

## Leben
Tomaselli war der Sohn des Hofopernsängers Giuseppe Tomaselli und dessen zweiter Ehefrau Antonia Honikel. Carl, Franz und Katharina Tomaselli waren seine Geschwister. Seinen ersten künstlerischen Unterricht erfuhr er – gleich seinen Geschwistern – durch seinen Vater. Durch dessen Vermittlung wurde er in den Chor von St. Stephan aufgenommen. Nach seinem Stimmbruch wechselte er in den Chor des Hoftheaters.
1840 bekam Tomaselli ein Engagement am Stadttheater von Kaschau und zwei Jahre später wechselte er nach Lemberg. Zwischen 1844 und 1848 war Tomaselli am Linzer Theater unter Vertrag. Franz Pokorny holte ihn 1849 an sein Theater in der Josefstadt, doch bereits im darauffolgenden Jahr ging Tomaselli ans Carltheater. 1851 kehrte er für kurze Zeit in die Josefstadt zurück. Die nächsten Stationen waren Pest (1853), Lemberg (1856) und 1857 wieder Wien.
Tomaselli starb mit ungefähr 50 Jahren am 28. Dezember 1862 in Wien und fand dort auch seine letzte Ruhestätte.

## Rollen (Auswahl)
- Elias Regenwurm – Dr. Fausts Hauskäppchen (Friedrich Hopp)
- Kasperle – Die Teufelsmühle am Wienerberg (Karl Friedrich Hensler)
- Amtsdiener – Der Turner von Wien (Ottokar Franz Ebersberg)